# European Synchrotron Radiation Facility

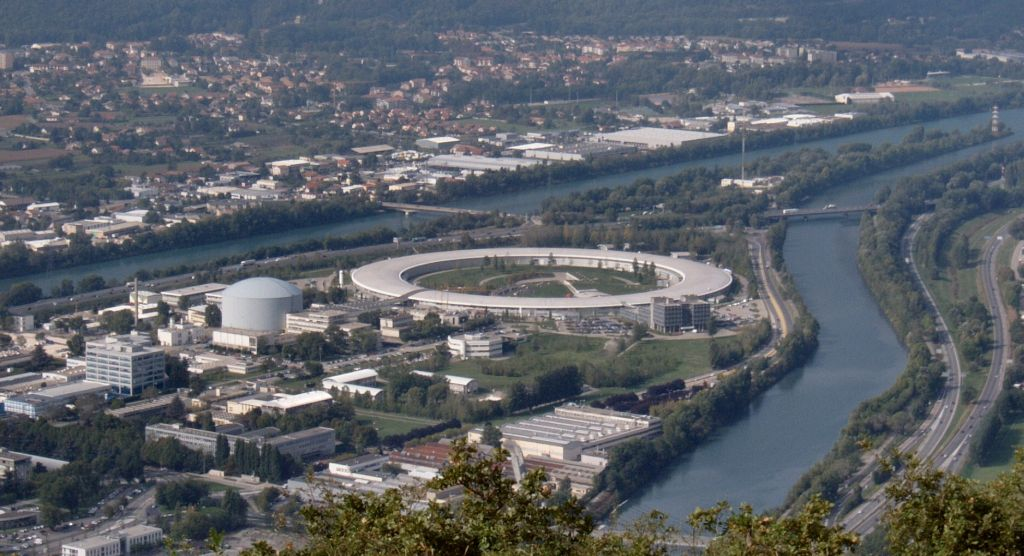
Blick vom Mont Jalla (Chartreuse) auf das Grenobler Forschungsgelände am Zusammenfluss von Isère (vorne) und Drac (hinten). In der Bildmitte der Speicherring der ESRF. Links davon ist das Reaktorgebäude des ILL erkennbar.

Die European Synchrotron Radiation Facility (ESRF) ist eine multinationale Großforschungseinrichtung mit Sitz in Grenoble (Frankreich). Sie betreibt das größte eigens für die Forschung mit Synchrotronstrahlung errichtete Elektronensynchrotron in Europa, weltweit das drittgrößte dieser Art. Der Umfang des ESRF-Elektronenspeicherrings beträgt 844 m.
Die ESRF hat ihren Sitz auf einem gemeinsamen Gelände mit dem Institut Laue-Langevin (ILL) und anderen Instituten, dem sogenannten EPN Science Campus. Sie beschäftigt 600 Mitarbeiter und ermöglicht jährlich ca. 3.500 Wissenschaftlern die Durchführung von Forschungsprojekten an den 50 Strahllinien. Sie wird von einem Konsortium aus 22 Partnerstaaten finanziert. Unter den 13 Mitgliedstaaten (Russland, Spanien, Italien, Großbritannien, Norwegen, Finnland, Deutschland, Frankreich, Schweden, Niederlande, Belgien, Schweiz, Dänemark) tragen Frankreich und Deutschland mit 27,5 % bzw. 24 % des Gesamtbudgets den größten Anteil bei. 9 weitere assoziierte Länder (Indien, Israel, Südafrika, Österreich, Portugal, Polen, Tschechien, Ungarn, Slowakei) haben zudem einen kleineren Anteil von jeweils unter 2 %.
Die Hauptaufgabe der ESRF ist es, Messstationen zu errichten und zu betreiben und diese Forschungsgruppen aus öffentlichen Instituten und privaten Unternehmen für deren Zwecke zugänglich zu machen. ESRF ist damit in erster Linie eine User facility, d. h. der Serviceauftrag steht im Vordergrund. Eigenforschung wird ebenfalls betrieben, steht aber stets im Zusammenhang mit dem Dienstleistungsauftrag und betrifft häufig die Entwicklung von Methoden und Instrumentierung.
Tätigkeitsschwerpunkte sind eine Vielzahl analytischer Methoden:
- Proteinstrukturanalyse
- sonstige Kristallographie
- Röntgenbeugung inklusive Kleinwinkelstreuung an Oberflächen und Volumina
- Röntgenspektroskopie
- Röntgen-Mikro- und -Nanotomographie, d. h. Computertomographie mit mikroskopischer Auflösung
- Infrarot-Mikroskopie

## Geschichte
Die ersten Planungen zum Bau der ESRF erfolgten in den 70er Jahren. Im Oktober 1984 schlugen Deutschland und Frankreich gemeinsam das Projekt vor, weitere Länder schlossen sich in den folgenden Jahren dem Projekt an. Baubeginn war am 1. Januar 1988. Am 17. Februar 1992 wurden erstmals Elektronen in den Speicherring injiziert und im Juni 1992 erstmals der geplante Strahlstrom von 100 mA erreicht. Die offizielle Einweihung erfolgte am 30. September 1994.
Im Jahr 2008 genehmigte der ESRF-Aufsichtsrat („Council“) ein umfangreiches Erneuerungsprogramm („ESRF Upgrade“). In der ersten Phase (2009–2015) dieses Programms wurden 19 neue Experimentierstationen sowie eine zusätzliche Experimentierhalle errichtet. Sie hatte einen Finanzumfang von ca. 177 Mio. Euro, von denen 74 Mio. aus dem regulären Betriebsbudget von ESRF bestritten wurden; für den Rest stellten die Mitgliedsländer Sondermittel zur Verfügung.
Die zweite Phase (2015–2022) im Finanzumfang von 150 Mio. Euro bestand hauptsächlich in einem vollständigen Umbau des Speicherrings. Dadurch wurden Brillanz und Kohärenz des Röntgenstrahls um den Faktor 100 verbessert. Hierfür wurde der Experimentierbetrieb ab Dezember 2018 unterbrochen. Ende Januar 2020 – einen Monat früher als geplant – wurde der neue Strahl erstmals erprobt. Die Anlage soll nun unter der Bezeichnung „Extremely Brilliant Source“ ab August 2020 den Nutzern wieder zur Verfügung stehen.

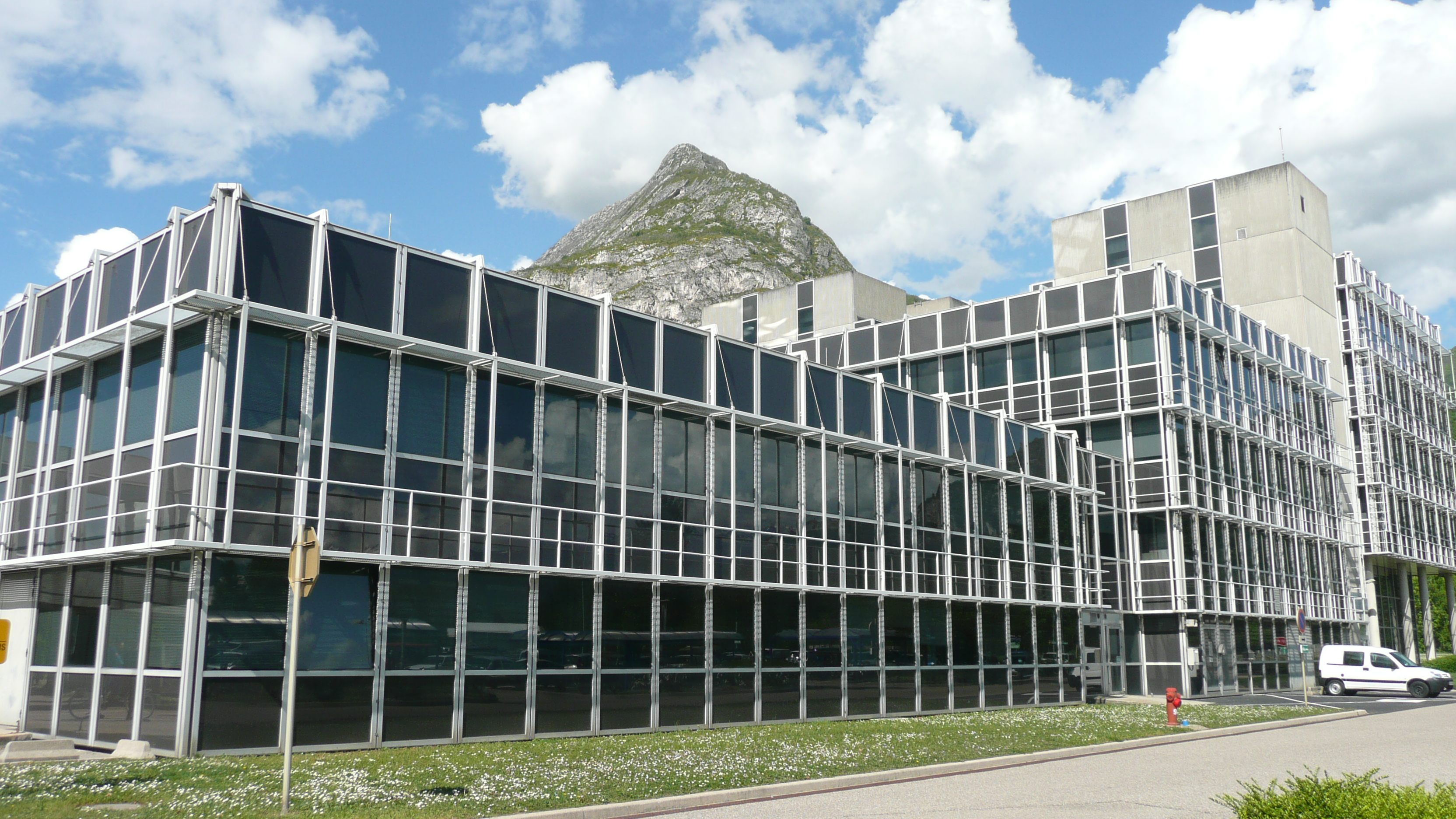
Das ESRF Verwaltungsgebäude
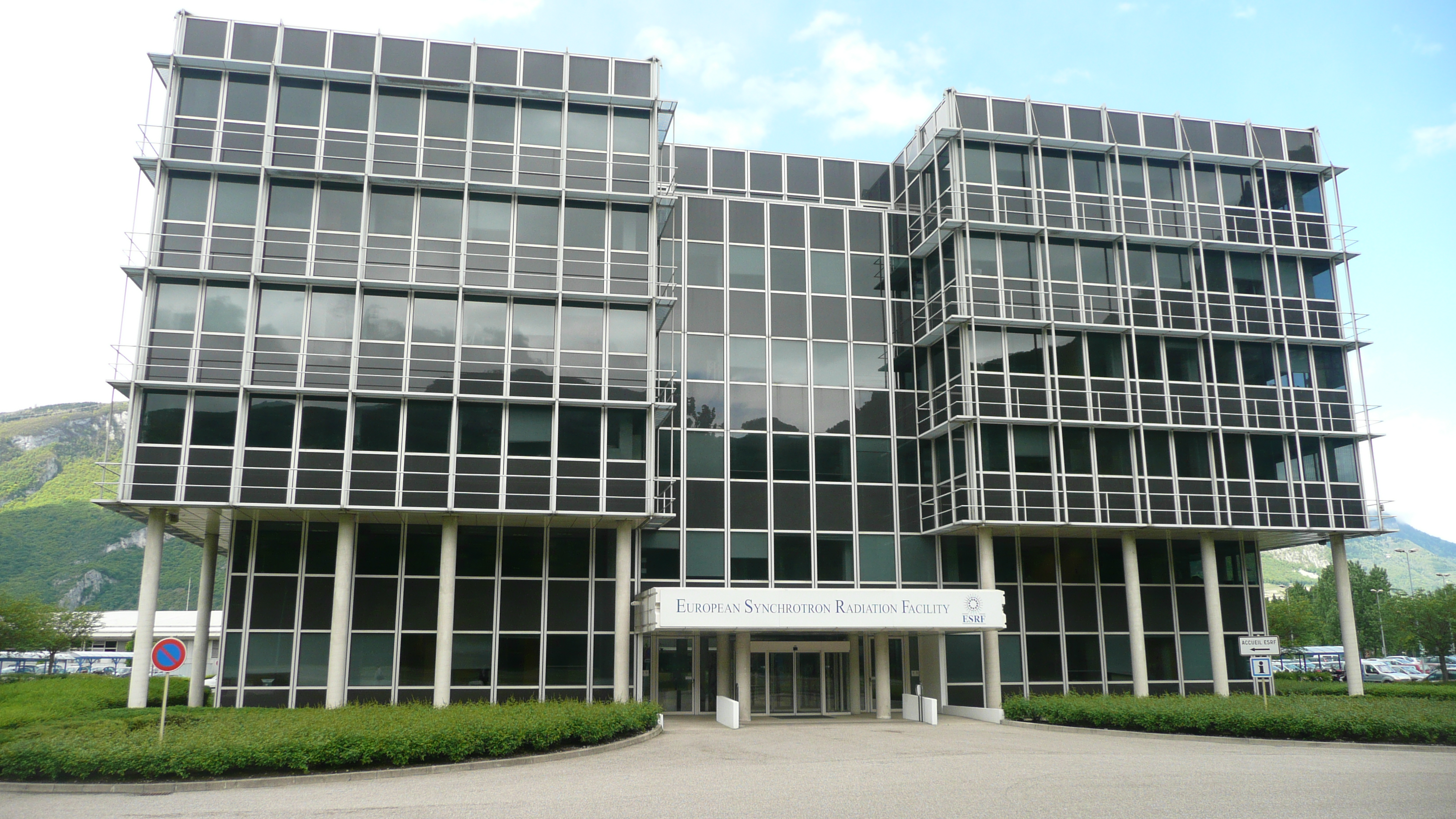
Das ESRF Verwaltungsgebäude
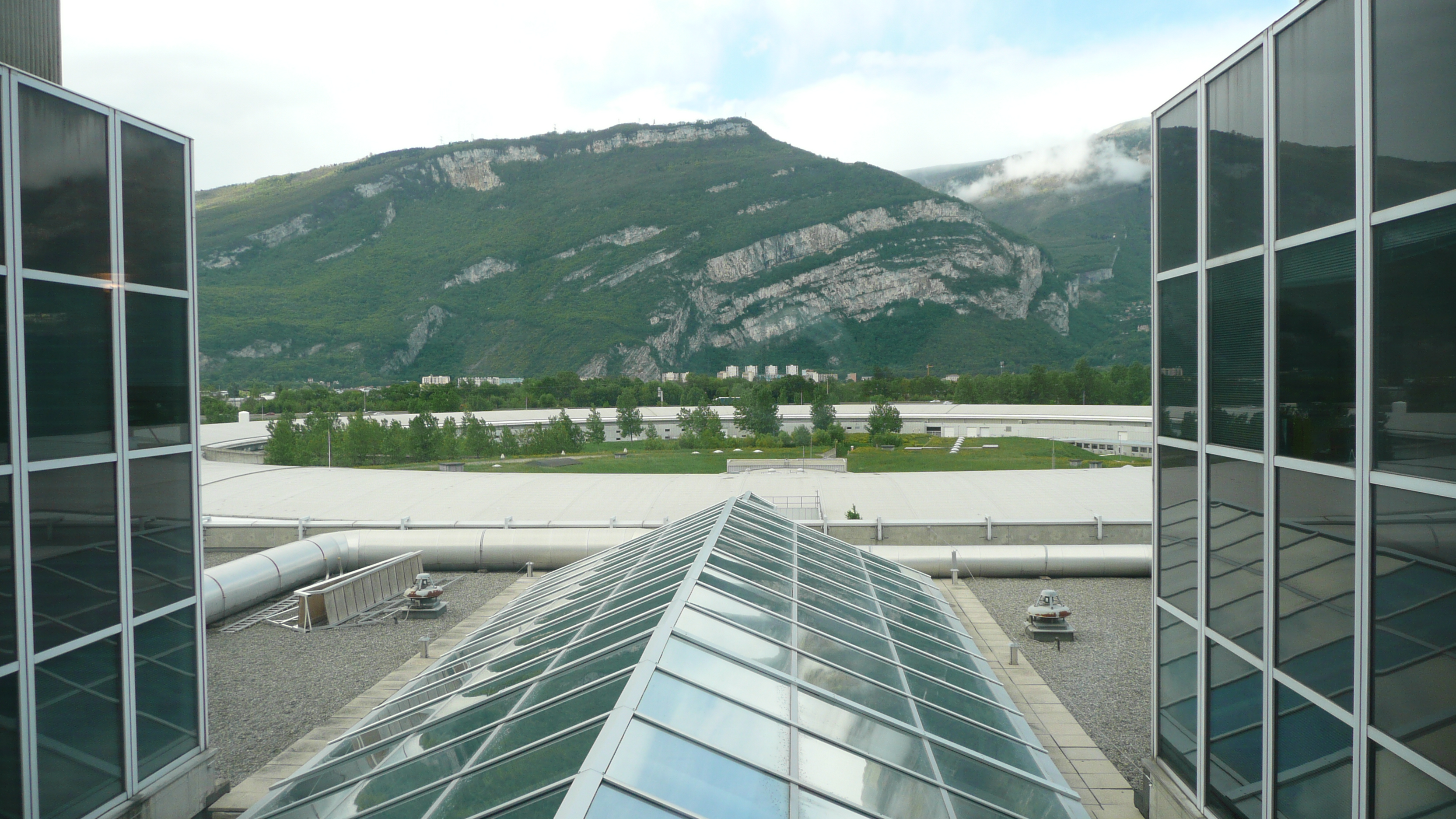
Blick auf das Synchrotron
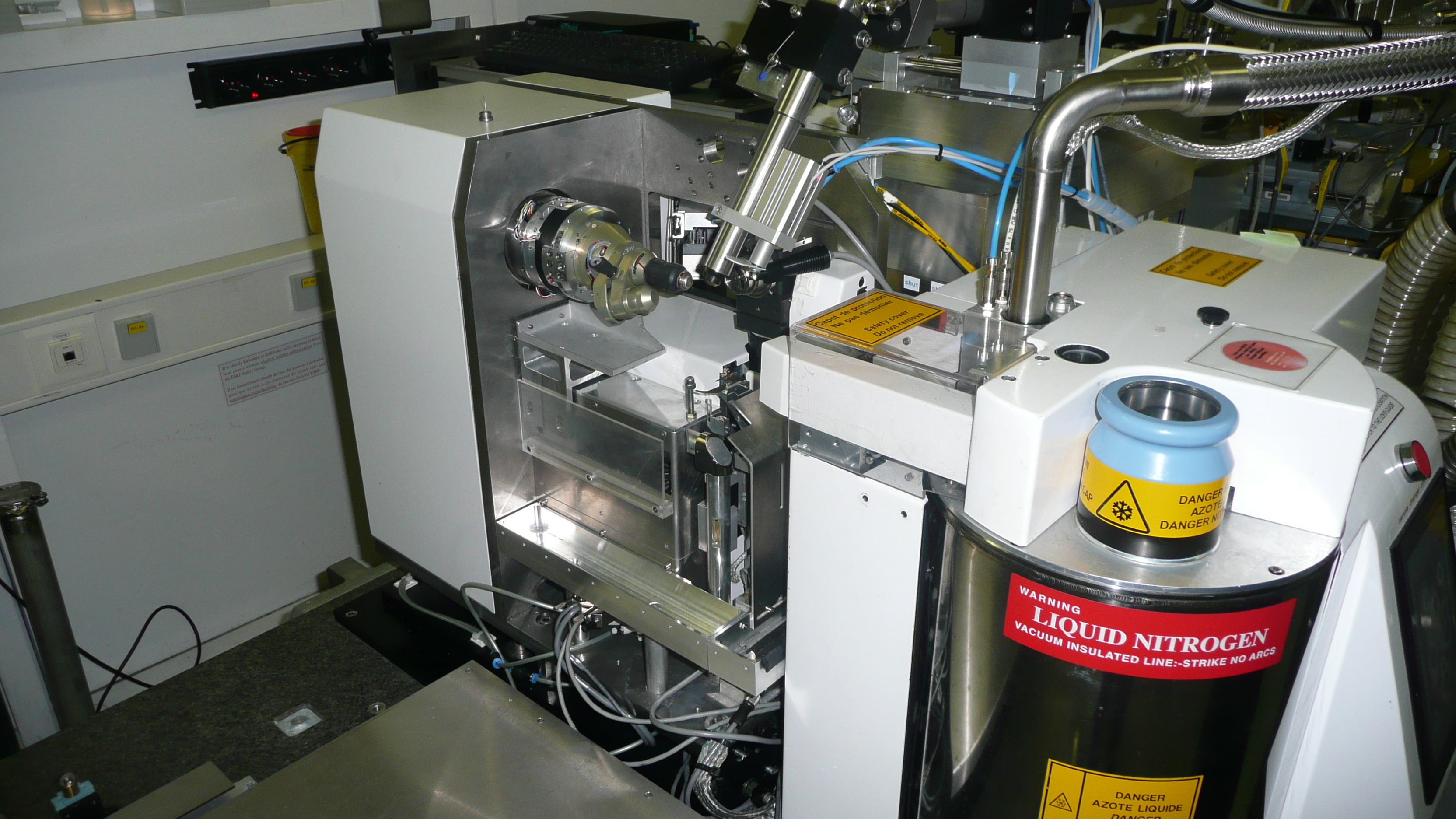
Eine Beamline der ESRF